# Stavisky, l'escroc du siècle
Pour les articles homonymes, voir Stavisky.

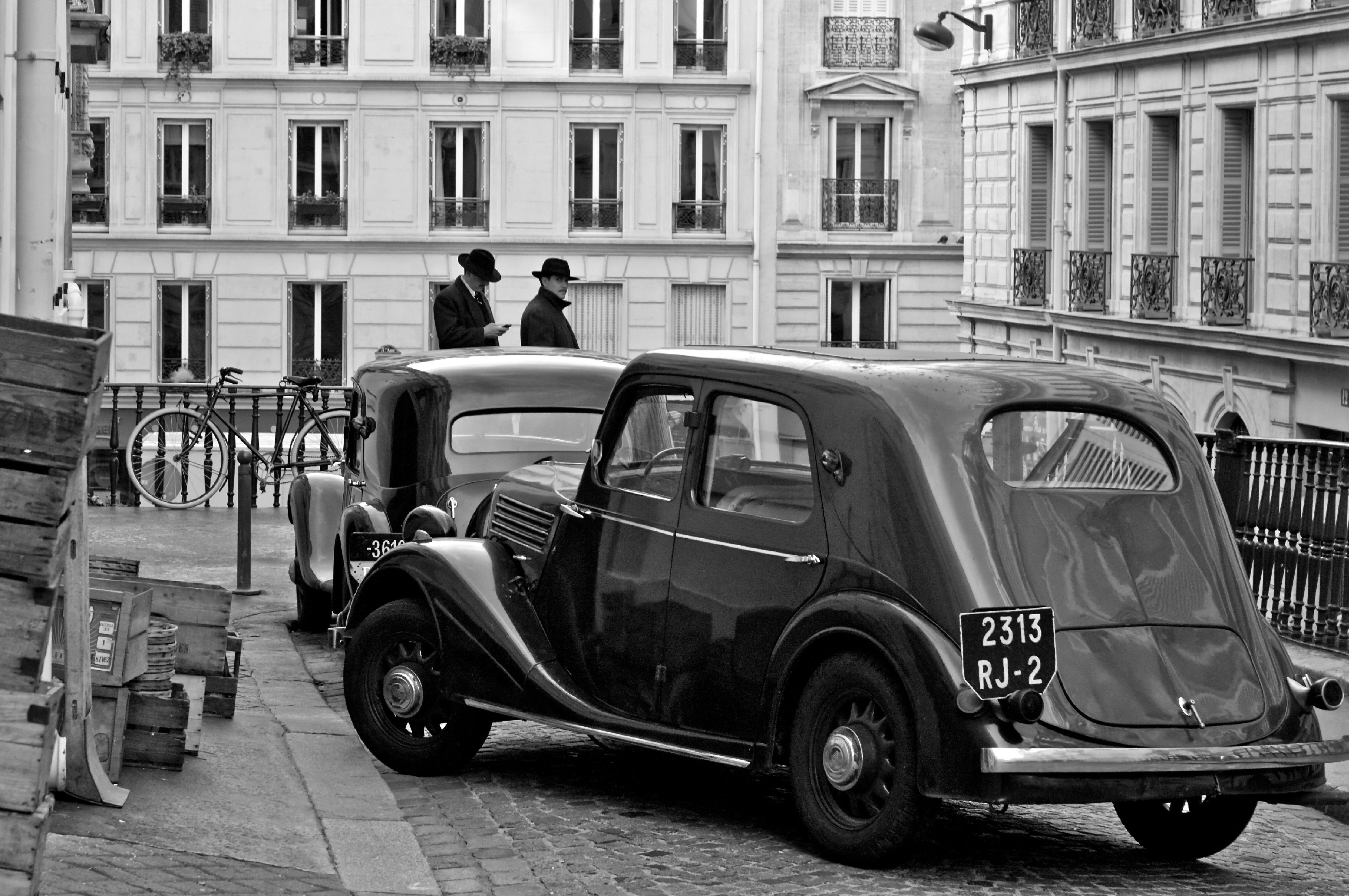
Le tournage du téléfilm Stavisky, l'escroc du siècle, rue Malebranche (5e arrondissement de Paris), en 2014.

Stavisky, l'escroc du siècle est un téléfilm français réalisé par Claude-Michel Rome, sur le thème de l'affaire Stavisky, diffusé le 13 janvier 2016 sur France 2.

## Synopsis
Le téléfilm raconte la chute d'Alexandre Stavisky. Cet escroc, financier et flambeur, qui a trempé dans de nombreuses affaires louches a été la cible de plusieurs groupes (brigade financière, ligues d'extrême droite...) dont le but était aussi de modifier l'ordre politique corrompu.

Le téléfilm insiste sur la vie familiale d'Alexandre Stavisky et prend le parti de la thèse de l'assassinat par l'équipe de Pierre Bonny afin d'éviter la révélation de scandales touchant des personnes haut-placées.

## Fiche technique
- Réalisation, scénario : Claude-Michel Rome
- Production : Jean Nainchrik
- Sociétés de production : Septembre productions, France 2
- Musique : Frédéric Porte

## Distribution
- Tomer Sisley : Alexandre Stavisky

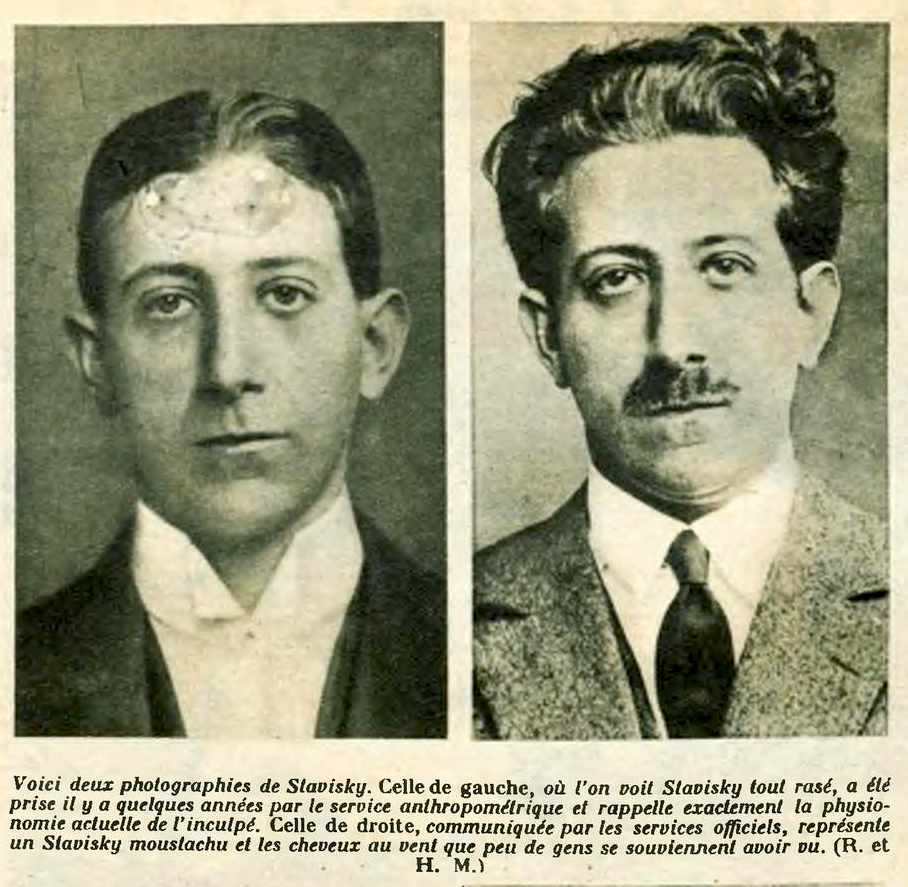
Alexandre Stavisky (à droite, déguisement pour se dissimuler).

- Raphaëlle Agogué : Arlette Stavisky
- Francis Renaud : Pierre Bonny
- Hubert Saint-Macary : André Simon
- Isabelle Gélinas : Stella Kirov
- Pierre Cassignard : Guillaume Faure
- Marc Citti : Charles Serva
- François Feroleto : Lino Baldi
- Frédéric van den Driessche : Albert Prince
- Paul Bandey : Lord Mc Gill
- Éric Naggar : Procureur Pressard
- Didier Flamand : l'inconnu
- Jean-Pierre Becker : Marcel Valencourt
- Bruno Le Millin : l'homme d'affaires
- Arsène Jiroyan : le directeur de la banque
- Jacques Fontanel : le ministre du Travail

## Tournage
Une partie du tournage a eu lieu au château de Ferrières-en-Brie.
Anachronisme : alors que les faits se déroulent en décembre 1933 et janvier 1934 avec la mort de Stavisky, les policiers et notamment l'inspecteur Bonny circulent dans une Citroën Traction. Hors ce modèle ne sera présenté qu'en avril 1934 et les premières livraisons n'auront lieu qu'en juin 1934, soit sept mois plus tard.

Notes et références
1. ↑  Casting pour un téléfilm avec Tomer Sisley, le Parisien